# Arajet
ARAJET, S.A. (conocida comercialmente como Arajet) es la aerolínea más grande de la República Dominicana con sede en Santo Domingo y Punta Cana. La compañía ofrece servicio a 28 destinos en América del Norte, el Caribe, América Central y América del Sur. Sus operaciones comenzaron el 15 de septiembre de 2022, con un vuelo inaugural hacia Barranquilla, Colombia.

## Historia

### Operaciones tempranas

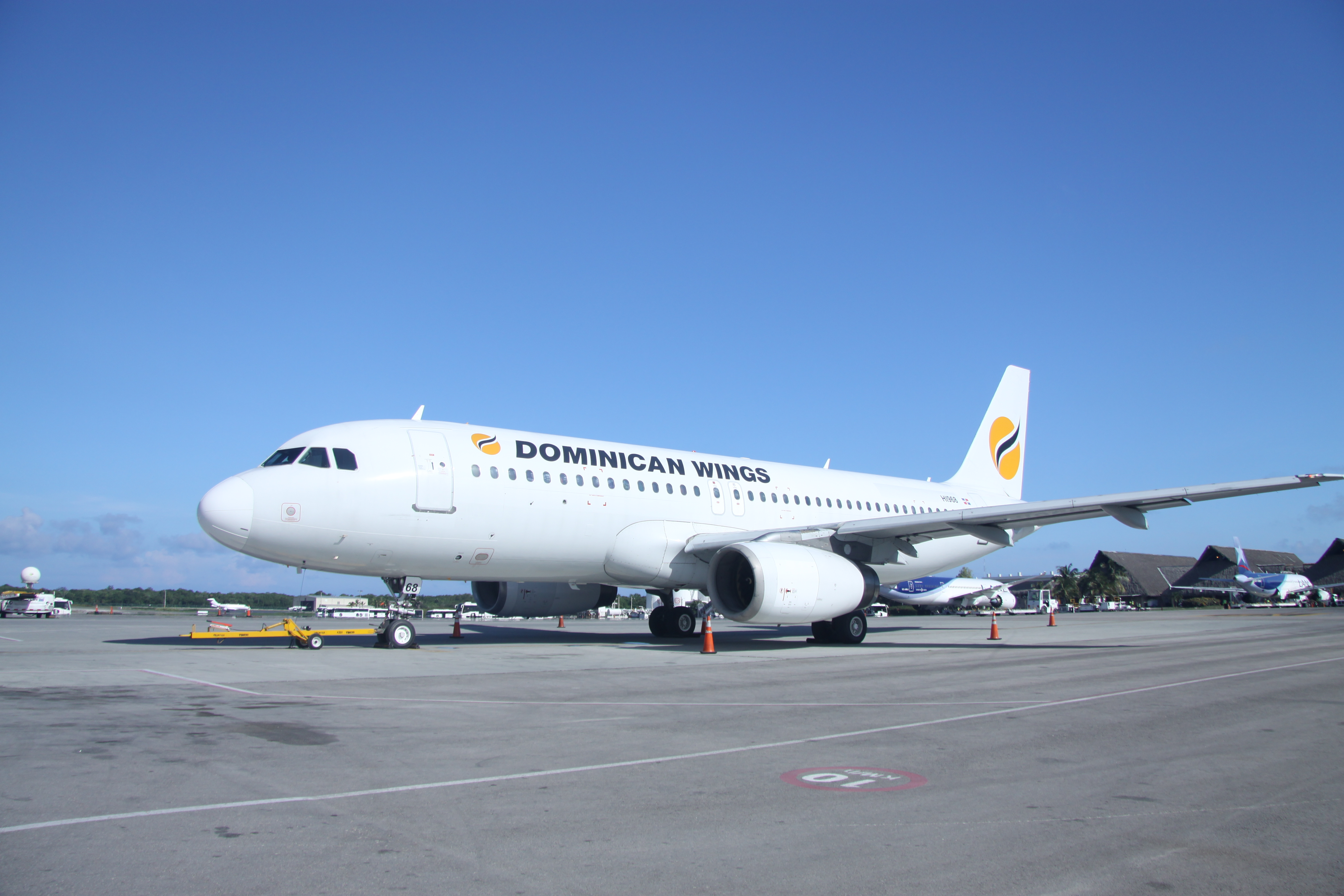
Antiguo Airbus A320-200 de Dominican Wings

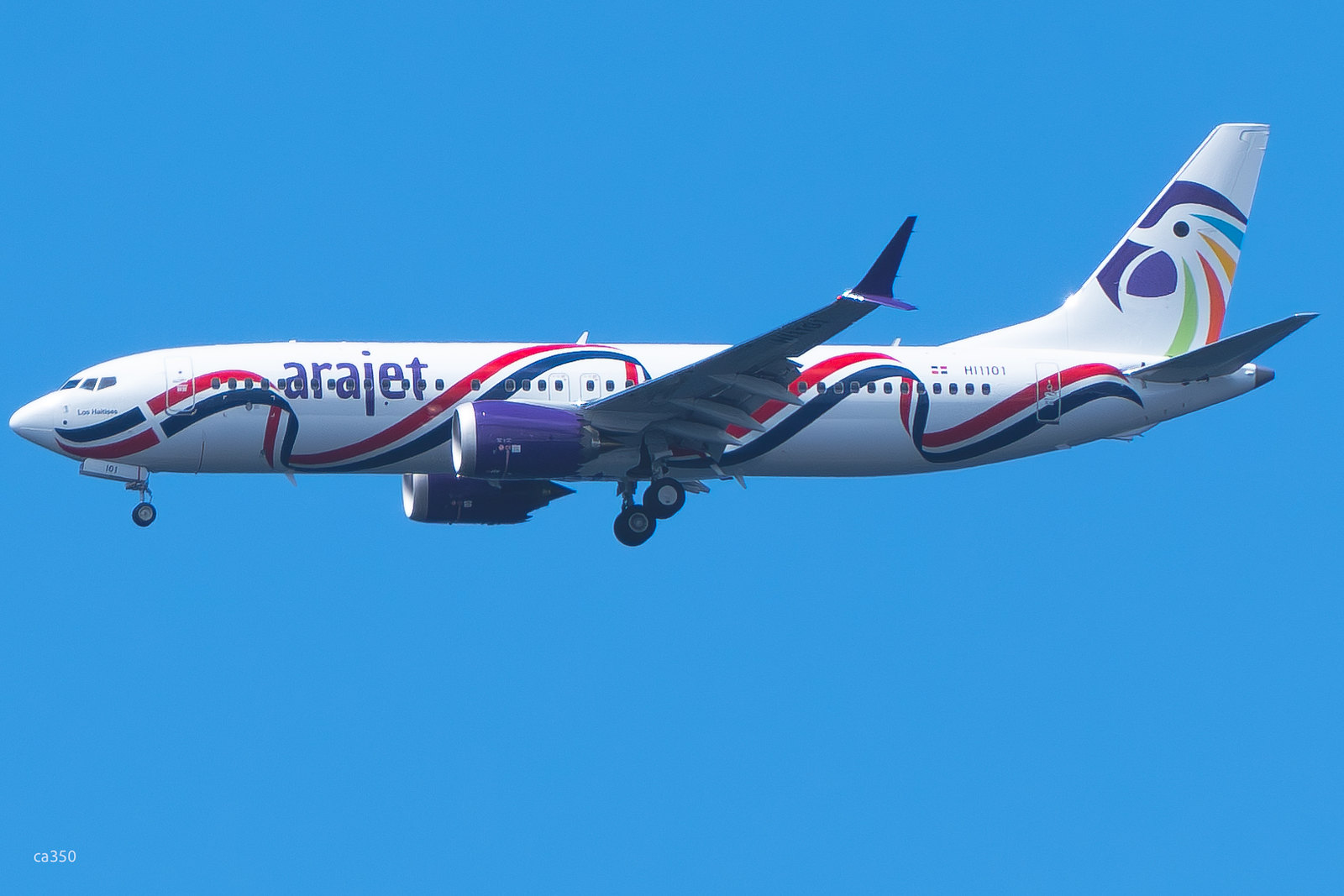
Boeing 737 MAX 8 de Arajet con la librea de la bandera dominicana

A finales de 2014, Dominican Wings recibió su certificado de operador aéreo de la autoridad de aviación civil de la República Dominicana y planeó ofrecer vuelos chárter entre la República Dominicana a México, Trinidad y Tobago y Argentina para y en nombre de los operadores turísticos. Su primer avión, un Airbus A320-200, fue entregado el 3 de mayo de 2015.

### Evolución de la marca
A principios de 2018, se anunció que la aerolínea había pasado de operar vuelos chárter a vuelos programados de ultra bajo costo. La aerolínea afirmó que había invertido 60 millones de dólares en su relanzamiento como aerolínea de ultra bajo costo. 
En septiembre de 2021, el fundador Víctor Pacheco Méndez, junto con el cofundador Mike Powell, anunciaron que cambiarían el nombre de la aerolínea a Arajet y operarían como una aerolínea de bajo costo que ofrecería vuelos por todo el Caribe y las Américas. 
La Junta de Aviación Civil (JAC) aprobó la solicitud de modificación del Certificado de Autorización Económica (CAE) número 25, emitido a Arajet, para incluir 30 nuevas rutas y además autoriza la explotación de servicios de transporte aéreo regular y no regular de pasajeros y carga, en operaciones internacionales, desde República Dominicana hacia Estados Unidos, Cuba, Colombia, Costa Rica, Países Bajos, México, Panamá, Aruba, Francia, Guatemala, Perú, Haití, Canadá y Trinidad y Tobago en noviembre de 2021 durante su sesión plenaria. 
El Instituto Dominicano de Aviación Civil (IDAC), en colaboración con la aerolínea dominicana Arajet, logró la certificación de dos inspectores dominicanos en las instalaciones de Boeing para poder inspeccionar las operaciones de aeronaves tipo Boeing en diciembre de 2021. Pico Duarte fue el primer avión de la compañía, un Boeing 737 MAX 8, llamado así por la elevación montañosa más alta del Caribe y una reserva natural de República Dominicana, completó su proceso de pintura en febrero de 2022. Matrícula HI-1026, arribó al Aeropuerto Internacional Las Américas el 3 de marzo de 2022.
El 14 de marzo de 2022 se realizó el lanzamiento oficial de Arajet, junto al presidente de República Dominicana Luis Abinader, quien anunció que el país estaba en proceso de contar con una aerolínea representante dominicana con mayoría de capital dominicano. En el mismo evento, Boeing anunció un pedido de 20 Boeing 737 MAX 200 (con opciones para 15 aviones más en el futuro) por parte de la aerolínea, convirtiéndose en el primer operador caribeño del tipo. 
Durante la ceremonia se anunció que Arajet SA está financiada por una de las firmas privadas de inversión alternativa de múltiples activos más grandes del mundo, Bain Capital, así como por Griffin Global Asset Management ("Griffin"), una empresa de arrendamiento de aeronaves comerciales y gestión de activos alternativos.
En septiembre de 2024, Arajet celebró su segundo aniversario de operaciones. Más tarde, en diciembre de 2024, la aerolínea alcanzó un hito significativo al transportar un millón de pasajeros en un solo año, convirtiéndose en la primera aerolínea dominicana en lograr este récord.

## Flota

### Flota actual
La flota de Arajet consta de las siguientes aeronaves:
| Aeronaves        | En servicio | Pedidos | Pasajeros                                         | Pasajeros                                         | Pasajeros                                         | Matrículas                                        | Antigüedad                                        |
| Aeronaves        | En servicio | Pedidos | W                                                 | Y                                                 | Total                                             | Matrículas                                        | Antigüedad                                        |
| ---------------- | ----------- | ------- | ------------------------------------------------- | ------------------------------------------------- | ------------------------------------------------- | ------------------------------------------------- | ------------------------------------------------- |
| Boeing 737 MAX-8 | 11          | 29      | 8                                                 | 177                                               | 185                                               | HI1103 «Bahía de las Águilas»                     | 8,1 años                                          |
| Boeing 737 MAX-8 | 11          | 29      | 8                                                 | 177                                               | 185                                               | HI1104 «Isla Saona»                               | 7 años                                            |
| Boeing 737 MAX-8 | 11          | 29      | 8                                                 | 177                                               | 185                                               | HI1081 «Jaragua»                                  | 6,3 años                                          |
| Boeing 737 MAX-8 | 11          | 29      | 8                                                 | 177                                               | 185                                               | HI1082 «Ojos Indígenas»                           | 6,2 años                                          |
| Boeing 737 MAX-8 | 11          | 29      | 8                                                 | 177                                               | 185                                               | HI1078 «Los Tres Ojos»                            | 5,9 años                                          |
| Boeing 737 MAX-8 | 11          | 29      | 8                                                 | 177                                               | 185                                               | HI1026 «Pico Duarte»                              | 3,4 años                                          |
| Boeing 737 MAX-8 | 11          | 29      | 8                                                 | 177                                               | 185                                               | HI1027 «Valle Nuevo»                              | 3,4 años                                          |
| Boeing 737 MAX-8 | 11          | 29      | 8                                                 | 177                                               | 185                                               | HI1098 «Laguna Redonda-Miches»                    | 1,9 años                                          |
| Boeing 737 MAX-8 | 11          | 29      | 8                                                 | 177                                               | 185                                               | HI1099 «Lago Enriquillo»                          | 1,8 años                                          |
| Boeing 737 MAX-8 | 11          | 29      | 8                                                 | 177                                               | 185                                               | HI1101 «Los Haitises»                             | 1,2 años                                          |
| Boeing 737 MAX-8 | 11          | 29      | 8                                                 | 177                                               | 185                                               | HI1118 «Loma Quita Espuela»                       | 0,2 años                                          |
| Total            | 11          | 29      | Edad media de la flota (julio de 2025): 4,1 años. | Edad media de la flota (julio de 2025): 4,1 años. | Edad media de la flota (julio de 2025): 4,1 años. | Edad media de la flota (julio de 2025): 4,1 años. | Edad media de la flota (julio de 2025): 4,1 años. |

### Antigua flota
Como Dominican Wings, la empresa contaba con la siguiente aeronave: 
| Aeronave        | Total | Introducido | Retirado | Matrícula |
| --------------- | ----- | ----------- | -------- | --------- |
| Airbus A320-200 | 1     | 2015        | 2017     | HI968     |

## Destinos

Operado por Arajet
Planes de inicio

La aerolínea opera en la actualidad los siguientes destinos desde sus bases en Santo Domingo y Punta Cana:
| Países                                                    | Destinos                            | Aeropuertos                                                       | Frecuencias semanales desde Santo Domingo | Frecuencias semanales desde Punta Cana |
| Norteamérica (3 países, 7 destinos)                       | Norteamérica (3 países, 7 destinos) | Norteamérica (3 países, 7 destinos)                               | Norteamérica (3 países, 7 destinos)       | Norteamérica (3 países, 7 destinos)    |
| --------------------------------------------------------- | ----------------------------------- | ----------------------------------------------------------------- | ----------------------------------------- | -------------------------------------- |
| Canadá                                                    | Montreal                            | Aeropuerto Internacional Pierre Elliott Trudeau                   | —                                         | 6                                      |
| Canadá                                                    | Toronto                             | Aeropuerto Internacional Toronto Pearson                          | —                                         | 7                                      |
| Estados Unidos                                            | Boston                              | Aeropuerto Internacional Logan                                    | 4 (inicia el 21 de noviembre de 2025)     | —                                      |
| Estados Unidos                                            | Chicago                             | Aeropuerto Internacional O'Hare                                   | —                                         | 3 (inicia el 15 de noviembre de 2025)  |
| Estados Unidos                                            | Miami                               | Aeropuerto Internacional de Miami                                 | 7                                         | 7                                      |
| Estados Unidos                                            | Newark                              | Aeropuerto Internacional Libertad de Newark                       | 4                                         | —                                      |
| Estados Unidos                                            | Orlando                             | Aeropuerto Internacional Sanford                                  | —                                         | 3 (inicia el 26 de octubre de 2025)    |
| México                                                    | Cancún                              | Aeropuerto Internacional de Cancún                                | 2                                         | 7                                      |
| México                                                    | Ciudad de México                    | Aeropuerto Internacional Felipe Ángeles                           | 4                                         | 5                                      |
| Centroamérica (3 países, 3 destinos)                      |                                     |                                                                   |                                           |                                        |
| Costa Rica                                                | San José                            | Aeropuerto Internacional Juan Santamaría                          | 4                                         | —                                      |
| Guatemala                                                 | Ciudad de Guatemala                 | Aeropuerto Internacional La Aurora                                | 4                                         | —                                      |
| El Caribe (5 países, 7 destinos)                          |                                     |                                                                   |                                           |                                        |
| Aruba                                                     | Oranjestad                          | Aeropuerto Internacional Reina Beatrix                            | 2                                         | —                                      |
| Curazao                                                   | Willemstad                          | Aeropuerto Internacional Hato (vía AUA)                           | 2                                         | —                                      |
| Jamaica                                                   | Kingston                            | Aeropuerto Internacional Norman Manley                            | 4                                         | 2                                      |
| Puerto Rico                                               | San Juan                            | Aeropuerto Internacional Luis Muñoz Marín                         | 4                                         | 3                                      |
| República Dominicana                                      | Punta Cana                          | Aeropuerto Internacional de Punta Cana                            | —                                         | HUB                                    |
| República Dominicana                                      | Santo Domingo                       | Aeropuerto Internacional Las Américas                             | HUB                                       | —                                      |
| San Martín                                                | Philipsburg                         | Aeropuerto Internacional Princesa Juliana                         | 2                                         | —                                      |
| Sudamérica (6 países, 9 destinos)                         |                                     |                                                                   |                                           |                                        |
| Argentina                                                 | Buenos Aires                        | Aeropuerto Internacional Ministro Pistarini                       | 4                                         | 7 (13 a partir de octubre de 2025)     |
| Argentina                                                 | Córdoba                             | Aeropuerto Internacional Ingeniero Aeronáutico Ambrosio Taravella | —                                         | 3 (inicia el 8 de noviembre de 2025)   |
| Brasil                                                    | São Paulo                           | Aeropuerto Internacional de São Paulo-Guarulhos                   | —                                         | 7                                      |
| Chile                                                     | Santiago de Chile                   | Aeropuerto Internacional Arturo Merino Benitez                    | —                                         | 3                                      |
| Colombia                                                  | Bogotá                              | Aeropuerto Internacional El Dorado                                | 3                                         | —                                      |
| Colombia                                                  | Cartagena                           | Aeropuerto Internacional Rafael Núñez                             | 7                                         | —                                      |
| Colombia                                                  | Medellín                            | Aeropuerto Internacional José María Córdova                       | 5                                         | —                                      |
| Ecuador                                                   | Guayaquil                           | Aeropuerto Internacional José Joaquín de Olmedo                   | —                                         | 2 (suspende el 8 de noviembre de 2025) |
| Ecuador                                                   | Quito                               | Aeropuerto Internacional Mariscal Sucre                           | —                                         | 2 (suspende el 8 de noviembre de 2025) |
| Perú                                                      | Lima                                | Aeropuerto Internacional Jorge Chávez                             | 2                                         | 4                                      |
|                                                           |                                     |                                                                   | 66 frecuencias semanales                  | 68 frecuencias semanales.              |
| Total: 18 países, 27 destinos, 131 frecuencias semanales. |                                     |                                                                   |                                           |                                        |

### Futuros destinos
| Países               | Destinos                | Aeropuertos                                                       | Notas            |
| -------------------- | ----------------------- | ----------------------------------------------------------------- | ---------------- |
| Argentina            | Córdoba                 | Aeropuerto Internacional Ingeniero Aeronáutico Ambrosio Taravella | Planes de inicio |
| Argentina            | Mendoza                 | Aeropuerto Internacional Gobernador Francisco Gabrielli           | Planes de inicio |
| Argentina            | Rosario                 | Aeropuerto Internacional Rosario Islas Malvinas                   | Planes de inicio |
| Barbados             | Bridgetown              | Aeropuerto Internacional Grantley Adams                           | Planes de inicio |
| Bolivia              | Santa Cruz de la Sierra | Aeropuerto Internacional Viru Viru                                | Planes de inicio |
| Brasil               | Belo Horizonte          | Aeropuerto Internacional Tancredo Neves                           | Planes de inicio |
| Brasil               | Río de Janeiro          | Aeropuerto Internacional de Galeão                                | Planes de inicio |
| Cuba                 | La Habana               | Aeropuerto Internacional José Martí                               | Planes de inicio |
| Estados Unidos       | Atlanta                 | Aeropuerto Internacional Hartsfield-Jackson                       | Planes de inicio |
| Estados Unidos       | Atlantic City           | Aeropuerto Internacional de Atlantic City                         | Planes de inicio |
| Estados Unidos       | Baltimore               | Aeropuerto Internacional de Baltimore-Washington                  | Planes de inicio |
| Estados Unidos       | Charlotte               | Aeropuerto Internacional de Charlotte-Douglas                     | Planes de inicio |
| Estados Unidos       | Cleveland               | Aeropuerto Internacional de Cleveland-Hopkins                     | Planes de inicio |
| Estados Unidos       | Filadelfia              | Aeropuerto Internacional de Filadelfia                            | Planes de inicio |
| Estados Unidos       | Fort Lauderdale         | Aeropuerto Internacional de Fort Lauderdale-Hollywood             | Planes de inicio |
| Estados Unidos       | Houston                 | Aeropuerto Intercontinental George Bush                           | Planes de inicio |
| Estados Unidos       | Los Ángeles             | Aeropuerto Internacional de Los Ángeles                           | Planes de inicio |
| Estados Unidos       | Orlando                 | Aeropuerto Internacional de Orlando                               | Planes de inicio |
| Estados Unidos       | Phoenix                 | Aeropuerto Internacional de Phoenix-Sky Harbor                    | Planes de inicio |
| Estados Unidos       | Tampa                   | Aeropuerto Internacional de Tampa                                 | Planes de inicio |
| Estados Unidos       | Washington D. C.        | Aeropuerto Internacional de Washington-Dulles                     | Planes de inicio |
| Guadalupe            | Pointe-à-Pitre          | Aeropuerto Internacional Pointe-à-Pitre                           | Planes de inicio |
| Honduras             | San Pedro Sula          | Aeropuerto Internacional Ramón Villeda Morales                    | Planes de inicio |
| Honduras             | Tegucigalpa             | Aeropuerto Internacional de Palmerola                             | Planes de inicio |
| Panamá               | Ciudad de Panamá        | Aeropuerto Internacional de Tocumen                               | Planes de inicio |
| Paraguay             | Asunción                | Aeropuerto Internacional Silvio Pettirossi                        | Planes de inicio |
| República Dominicana | Puerto Plata            | Aeropuerto Internacional Gregorio Luperón                         | Planes de inicio |
| Trinidad y Tobago    | Puerto España           | Aeropuerto Internacional de Piarco                                | Planes de inicio |
| Uruguay              | Montevideo              | Aeropuerto Internacional de Carrasco                              | Planes de inicio |

### Destinos cesados
| Países   | Destinos     | Aeropuertos                                     | Fecha inicio             | Fecha cese           |
| -------- | ------------ | ----------------------------------------------- | ------------------------ | -------------------- |
| Colombia | Barranquilla | Aeropuerto Internacional Ernesto Cortissoz      | 15 de septiembre de 2022 | 25 de agosto de 2023 |
| Colombia | Cali         | Aeropuerto Internacional Alfonso Bonilla Aragón | 15 de septiembre de 2022 | 31 de julio de 2023  |
| México   | Monterrey    | Aeropuerto Internacional de Monterrey           | 30 de septiembre de 2022 | 10 de enero de 2023  |

## Primer vuelo
El primer vuelo oficial de dicha línea aérea se realizó el sábado 13 de agosto de 2022 de Santo Domingo hacia Bogotá, Colombia. En el viaje participaron más de 125 personas que pertenecen a «La Peña por un Mejor País», dentro de los que se destacan funcionarios, líderes de opinión, líderes empresariales, abogados, diplomáticos e invitados especiales, con el interés de poder mostrar las cualidades de los aviones Boeing 737 MAX 8 que está utilizando Arajet.
Entre los participantes en este histórico primer vuelo estuvieron Miguel Calzada, Tony Ramos, Víctor Miguel Pacheco Méndez, Federico Jovine, Ney E. Deschamps, José Gregorio Cabrera, Jorge Rizek, Cesar Dargam, Amín Vásquez, Edwin Lebrón, José Martínez Hopelman, Julio Peña, José Quiroz, Abel Guzmán, Pascal Peña, Yerik Shamir, César Dargam, Cirilo Guzmán, Martin Breton, Miguel Franjul, Manuel Luna entre otros, dentro de los más carismáticos y activos, hasta la distinguida representación femenina formada por Katherine Hernández, Claudia de los Santos, Ely Encarnación, Gabriela Balaguer, Julia Muñoz, Leidy Blanco, Laura de la Nuez, Madeleine Bare, Michelle Domínguez, Claudia Aquino, Gabriela Melo, Julissa Rosario, y muchas más.